# Chris Koch (réalisateur)
Pour les articles homonymes, voir Chris Koch.
Chris Koch est un réalisateur américain.

## Filmographie
- 1996 : The Adventures of Pete & Pete (série télévisée)
- 1996 : Remember WENN (série télévisée)
- 1996 : Kablam! (série télévisée)
- 2000 : Jour blanc (Snow Day)
- 2000 : Malcolm (Malcolm in the Middle) (série télévisée)
- 2003 : Ivresse et Conséquences (A Guy Thing)
- 2005 : Confessions of a Dog (TV)
- 2006 : The 12th Man (série télévisée)
- 2007 : The Middle (série télévisée)
- 2007 : Lipshitz Saves the World (TV)
- 2007 : Scrubs (série télévisée)
- 2007 : Earl (My Name Is Earl) (série télévisée)